# 私立歯科大学定員割れ問題
私立歯科大学定員割れ問題（しりつしかだいがくていいんわれもんだい）は、日本の私立歯科大学や私立大学歯学部（ともに以下は、私立歯科大学）が、志願者数の急減で募集定員を充足できない状況と関連事象を指す。

## 概要

### 歯科医の現状
1990年（平成2年）以降、国民の医療費は医科や調剤で増大したが、歯科は20年以上も毎年2兆5000億円程度で推移した。歯科医師数は1990年の7.5万人から2010年で10万人超と3割増加し、歯科医院間の競争が激化して経営状態が年々悪化している。特に東京は競争が熾烈で、一日に一軒のペースで歯科医院・診療所が廃業している 。厚生労働省によれば、現状の歯科医師数を維持するには毎年1200人の歯科医師国家試験合格者数で充足できるが、実際の合格者数は近年2,400人程度で推移している。厚生労働省の「今後の歯科保健医療と歯科医師の資質向上等に関する検討会」中間報告書（平成18年12月）は、歯科医師数は毎年平均およそ1,500人のペースで増加しており、19年後の「平成37年」に約11,000人の供給過剰に達して以後も改善されず、日本の総人口が今後減少しても歯科医師数は増加すると予測している。

### 私立歯科大学への影響
上記の歯科医師過剰問題と政府の歯科医師国家試験難化方針（2006年=平成18年）を受けて、私立の歯科大学は、志望する受験生の数が大幅に減少して欠員率が50％を超えるなど、入学定員に不足が見られた。2010年(平成22年)は、志願者数を合格者数で除算した延べ志願倍率が1倍台前半となる私立歯科大学が続出し、歯科医療を担う優秀な人材の確保が憂慮される事態となった。2010年の各大学広報によれば、入学者を充足させるために、入学試験の実施限度となる3月中旬以降も入学試験を実施した大学が、全私立歯科大学の半数を超えた。この事態について、2010年9月14日付の読売新聞は「私立歯科大・歯学部17校、14校で入試2倍未満 / 文科省調査 」として、2010年4月入学対象者に対する私立歯科大学の入学試験において、8割を超える大学（全17校中14校）で資質の高い学生を選抜する機能が低下、あるいは喪失した状態となっていると報道した。
私立歯科大学の定員と志願者数、定員割れ比率の推移は、以下の通りである。
| 年度             | 定員数 | 志願者数 | 受験者数 | 入学者数 | 定員割れ数 | 定員割れ比率(%) |
| ---------------- | ------ | -------- | -------- | -------- | ---------- | --------------- |
| 平成16年(2004年) | 2,215  | 11,573   | 10,508   | 1,931    | 284        | 12.8            |
| 平成17年(2005年) | 2,215  | 11,559   | 10,468   | 1,928    | 287        | 13.0            |
| 平成18年(2006年) | 2,215  | 11,188   | 10,012   | 1,936    | 279        | 12.6            |
| 平成19年(2007年) | 2,195  | 10,630   | 9,555    | 1,919    | 276        | 12.6            |
| 平成20年(2008年) | 1,937  | 8,832    | 7,784    | 1,850    | 87         | 4.5             |
| 平成21年(2009年) | 1,904  | 5,723    | 4,973    | 1,702    | 213        | 11.2            |
| 平成22年(2010年) | 1,891  | 4,914    | 4,318    | 1,489    | 402        | 21.3            |
| 平成23年(2011年) | 1,825  | 4,927    | 4,393    | 1,524    | 301        | 16.5            |
| 平成25年(2013年) | 1,796  | 6,467    | 5,861    | 1,694    | 102        | 5.6             |
| 平成26年(2014年) | 1,803  | 8,030    | 7,395    | 1,756    | 47         | 2.6             |

定員数は募集定員数（ただし2007年までは収容定員数）（日本私立歯科大学協会、日本私立学校振興・共済事業団私学振興事業本部による）
受験生の側にも、「卒後、国家試験に合格し、開業医となった場合、医科診療所（個人、無床）と比較し、歯科診療所（個人、無床）は医業損益差額が平均して約40％も少ないこと」「社会問題化している医師不足に対して、政府の主導のもとに医学部定員が増加しており、医学部入学の間口が過去最高の広がりとなっていること」「卒後、国家試験に不合格になる確率が歯科医師国家試験（私立大学総計36.9%（2010年））よりも医師国家試験（私立大学総計 12.9%（2010年））の方がかなり低いこと」などから、歯科大学ではなく、医学部を目指す動きが見られた。

### 日本私立歯科大学協会の反応
日本私立歯科大学協会は、私立歯科大・歯学部への入学者が減少している要因として、以下の要因を挙げた。
1. 歯科医が過剰で、歯科医の多くがワーキング・プアだという根拠なき誤った情報が流布している[21]。
2. 国による国家試験合格率の調整で合格者が減少し、受験生らが卒業後の進路に不安を抱いている[21]。
3. 経済状況が悪化する中、高額な学費負担が志望をためらわせている[21]。

同協会では、「このような状態が続けば、わが国の歯科医療制度の維持、増進に悪影響を及ぼす」と指摘し、「国や大学、日本歯科医師会などの歯科界全体で早急に取り組むべき問題である」との認識を示した。対して、文部科学省は「（私立歯科）大学に適正な入学定員を求めていきたい」とした。
日本私立歯科大学協会会長・中原泉は「10年後には歯科医不足の恐れ」、「患者側も高齢化で増えてくるはずだ」、「地方では歯科医師の足りない県もあるくらいだ」との主張を記事中で行った（SankeiBizの2010年10月15日のインタビュー記事）。以下、記事の引用。
中原の発言と異なり、2018年3月に厚生労働省が公表した「医療施設動態調査（2018年1月末概数）」によると、歯科医院はこの10年で951カ所増加しており、2017年の倒産件数は前年度の2倍、24年ぶりの高値となっている。また、「日本歯科医師会会員のうち60歳以上が3人に1人という現状〜」と主張したが、厚生労働省発表資料「表8 施設の種別・年齢階級別にみた医療施設に従事する歯科医師数 平成20（2008）年12月31日現在」によれば、医療施設に従事する60歳以上の歯科医師総数は医療施設に従事する全歯科医師総数の18.5％しか占めない。また医療施設に従事する全歯科医師の平均年齢は48.5歳である。なお、全都道府県で歯科医師の適正数（人口10万人あたり50人）は確保されている（統計上、歯科医師不足の都道府県はない）。
また、記事中において、中原は「患者側も高齢化で増えてくるはずだ」と主張している。しかし、厚生労働省発表の上記資料によれば「医科の患者数の傾向とは大きく異なり、75歳以上の後期高齢者では（歯科）受療率が大きく低下し、要介護者等への訪問歯科診療の増加は見込まれるものの、現状の受診傾向が継続すると仮定すると、総人口の減少、特に75歳未満人口の減少に伴い、中長期的には歯科診療所を受診する患者総数は減少していくと予測される」との記述がある。また平成2年以降、国民の高齢化が進んだにも関わらず、現在に至るまで国民歯科医療費が2.5兆円前後に推移していること（診療種類別国民医療費及び構成割合の年次推移歯科医療費、2009年）からも中原の主張は裏付けられない。

日本私立歯科大学協会は「歯学部新卒者の就職率はほぼ100%」との主張を記事中で行った（読売新聞の医療情報サイト、ヨミドクターの2011年3月9日の記事）。以下、記事の引用。

### その後
その後、私立歯科大学の一般・推薦・AO入試を合計した総志願者数は、2005年度入試の11,458人をピークに減少を続け、2011年度入試でピーク時の4割程度となったが、長引く不況による根強い医療系人気、薬学部の6年制化、私立医学部の難化などの影響を受けて、2012年度入試から増加に転じた。2014年度入試で募集定員の4倍の8,030人と回復し、最終入学者数も募集定員1,803人に対して1,756人となり充足率97%まで回復している。

### 歯科医師国家試験に占める私立歯科大学既卒生の割合
2006年  (平成18年)8月31日の厚生労働大臣と文部科学大臣との確認書により、各大学歯学部定員の削減と歯科医師国家試験の合格基準の引き上げの方針が示された。（詳細は歯科医師国家試験#難問化と合格率の低下を参照）。歯科医師国家試験の難問化に伴い、第97回歯科医師国家試験（平成16年）は、総受験者数に対する既卒者の比率は10.1%（300/2960人）であったが、第98回は22.7%（760/3343人）、平成23年度実施の第104回は30.3%（1022/3378人）と増加し、国家試験で合格に至らない者が増加している。第104回は既卒受験者1,022人のうち私立歯科大学出身者が910人を占め、国家試験浪人の89.0%が私立学校の出身者であった。

## 歯学部歯学科卒業者の歯科医師国家試験現役合格者の比率
厚生労働省の発表によると、歯学部歯学科に入学後、最低修業年限である6年間で卒業し、直後に現役で歯科医師国家試験に合格した人数の比率が発表されている。(単位 %)
| No. | 大学名           | 区分 | 101回(平成20年) | 102回(平成21年)          | 103回(平成22年) |
| --- | ---------------- | ---- | --------------- | ------------------------ | --------------- |
| 1   | 北海道大学       | 国立 | 75.4            | 78.7                     | 83.3            |
| 2   | 東北大学         | 国立 | 76.7            | 63.6                     | 80.0            |
| 3   | 東京医科歯科大学 | 国立 | 68.4            | 75.0                     | 73.7            |
| 4   | 新潟大学         | 国立 | 76.0            | 82.0                     | 90.0            |
| 5   | 大阪大学         | 国立 | 67.7            | 73.3                     | 78.7            |
| 6   | 岡山大学         | 国立 | 75.4            | 87.5                     | 82.5            |
| 7   | 広島大学         | 国立 | 80.0            | 74.5                     | 70.9            |
| 8   | 徳島大学         | 国立 | 81.8            | 80.0                     | 76.0            |
| 9   | 九州大学         | 国立 | 67.9            | 80.0                     | 71.4            |
| 10  | 長崎大学         | 国立 | 86.0            | 78.0                     | 82.0            |
| 11  | 鹿児島大学       | 国立 | 70.5            | 74.5                     | 81.8            |
| 12  | 九州歯科大学     | 公立 | 81.3            | 74.2                     | 82.1            |
| 13  | 北海道医療大学   | 私立 | 55.6            | 56.1                     | 56.2            |
| 14  | 岩手医科大学     | 私立 | 52.5            | 41.3                     | 40.0            |
| 15  | 奥羽大学         | 私立 | 40.0            | 48.0                     | 42.7            |
| 16  | 明海大学         | 私立 | 54.2            | 46.7                     | 51.7            |
| 17  | 東京歯科大学     | 私立 | 70.3            | 70.3                     | 71.9            |
| 18  | 昭和大学         | 私立 | 56.3            | 69.8                     | 71.9            |
| 19  | 日本大学         | 私立 | 78.1            | 64.8                     | 80.5            |
| 20  | 日本大学松戸     | 私立 | 71.9            | 60.9                     | 53.9            |
| 21  | 日本歯科大学     | 私立 | 62.5            | 65.6                     | 64.1            |
| 22  | 日本歯科大学新潟 | 私立 | 60.4            | 49.0                     | 51.0            |
| 23  | 神奈川歯科大学   | 私立 | 60.8            | 54.2                     | 48.3            |
| 24  | 鶴見大学         | 私立 | 58.6            | 61.7                     | 53.9            |
| 25  | 松本歯科大学     | 私立 | 32.7            | 31.9                     | 31.6            |
| 26  | 朝日大学         | 私立 | 41.4            | 44.5                     | 59.4            |
| 27  | 愛知学院大学     | 私立 | 73.4            | 70.3                     | 64.8            |
| 28  | 大阪歯科大学     | 私立 | 68.0            | 64.8                     | 75.0            |
| 29  | 福岡歯科大学     | 私立 | 63.5            | 66.7                     | 76.0            |
|     |                  | 平均 | 63.9            | 62.5                     | 64.4            |
|     |                  |      |                 | は平均未満の合格率を示す |                 |

各大学や特定の予備校、日本私立歯科大学協会のホームページには、6年間での学費合計額が記載されている例が存在する。しかし、留年者の比率が多い歯学部や卒業後に歯科医師国家試験を不合格となり、歯科医師国家試験予備校に入学する場合には、歯科医師になるまでの総費用がかなり増加する点に注意が必要である。

## 私立歯科大学現役出身者における出願者数と受験者数
歯科医師国家試験の受験資格は、現役受験者においては歯学部歯学科の卒業予定者である。歯科医師を目指す場合、卒業が確定していない段階で歯科医師国家試験に受験を志願する。私立歯科大学においては、国公立大学の歯学部と比較して、歯科医師国家試験に志願するも実際には受験しなかった者が存在する。
以下、第104回歯科医師国家試験における現役受験者の結果(日本医歯薬研修協会)を示す。
| 大学名           | 区分 | 志願者数 | 受験者数 | 受験しなかった比率(%) | 合格者数 | 志願者に対する合格率(%) | 受験者に対する合格率(%) | 両合格率の差(%) |
| ---------------- | ---- | -------- | -------- | --------------------- | -------- | ----------------------- | ----------------------- | --------------- |
| 北海道大学       | 国立 | 59       | 59       | 0.0                   | 51       | 86.4                    | 86.4                    | 0.0             |
| 東北大学         | 国立 | 49       | 49       | 0.0                   | 46       | 93.8                    | 93.9                    | 0.0             |
| 東京医科歯科大学 | 国立 | 59       | 59       | 0.0                   | 54       | 91.5                    | 91.5                    | 0.0             |
| 新潟大学         | 国立 | 44       | 44       | 0.0                   | 39       | 88.6                    | 88.6                    | 0.0             |
| 大阪大学         | 国立 | 59       | 59       | 0.0                   | 51       | 86.4                    | 86.4                    | 0.0             |
| 岡山大学         | 国立 | 60       | 59       | 1.7                   | 50       | 83.3                    | 84.7                    | -1.4            |
| 広島大学         | 国立 | 58       | 56       | 3.4                   | 56       | 96.6                    | 100.0                   | -3.4            |
| 徳島大学         | 国立 | 54       | 53       | 1.9                   | 43       | 79.6                    | 81.1                    | -1.5            |
| 九州大学         | 国立 | 65       | 62       | 4.6                   | 59       | 90.8                    | 95.2                    | -4.4            |
| 長崎大学         | 国立 | 53       | 52       | 1.9                   | 46       | 86.8                    | 88.5                    | -1.7            |
| 鹿児島大学       | 国立 | 52       | 52       | 0.0                   | 43       | 82.7                    | 82.7                    | 0.0             |
| 九州歯科大学     | 公立 | 93       | 93       | 0.0                   | 87       | 93.5                    | 93.5                    | 0.0             |
| 北海道医療大学   | 私立 | 99       | 77       | 22.2                  | 58       | 58.6                    | 75.3                    | -16.7           |
| 岩手医科大学     | 私立 | 103      | 71       | 31.1                  | 46       | 44.7                    | 64.8                    | -20.1           |
| 奥羽大学         | 私立 | 122      | 77       | 36.9                  | 61       | 50.0                    | 79.2                    | -29.2           |
| 明海大学         | 私立 | 147      | 113      | 23.1                  | 100      | 68.0                    | 88.5                    | -20.5           |
| 日本大学松戸     | 私立 | 158      | 114      | 27.8                  | 89       | 56.3                    | 78.1                    | -21.7           |
| 東京歯科大学     | 私立 | 148      | 125      | 15.5                  | 108      | 73.0                    | 86.4                    | -13.4           |
| 日本歯科大学     | 私立 | 146      | 105      | 28.1                  | 87       | 59.6                    | 82.9                    | -23.3           |
| 日本大学         | 私立 | 128      | 118      | 7.8                   | 87       | 68.0                    | 73.7                    | -5.8            |
| 昭和大学         | 私立 | 89       | 82       | 7.9                   | 67       | 75.3                    | 81.7                    | -6.4            |
| 神奈川歯科大学   | 私立 | 144      | 116      | 19.4                  | 84       | 58.3                    | 72.4                    | -14.1           |
| 鶴見大学         | 私立 | 155      | 122      | 21.3                  | 94       | 60.6                    | 77.0                    | -16.4           |
| 日本歯科大学新潟 | 私立 | 80       | 65       | 18.8                  | 56       | 70.0                    | 86.2                    | -16.2           |
| 松本歯科大学     | 私立 | 109      | 52       | 52.3                  | 38       | 34.9                    | 73.1                    | -38.2           |
| 朝日大学         | 私立 | 154      | 106      | 31.2                  | 73       | 47.4                    | 68.9                    | -21.5           |
| 愛知学院大学     | 私立 | 127      | 114      | 10.2                  | 102      | 80.3                    | 89.5                    | -9.2            |
| 大阪歯科大学     | 私立 | 108      | 105      | 2.8                   | 83       | 76.9                    | 79.1                    | -2.2            |
| 福岡歯科大学     | 私立 | 108      | 97       | 10.2                  | 70       | 64.8                    | 72.2                    | -7.4            |
国公立大学全体では志願者数 705人に対し受験しなかった人数は 8人(1.1%)であるのに対し、私立大学全体では志願者数 2,125人に対し受験しなかった人数は 466人(21.9%)にのぼり、志願者に対する受験しなかった人数の比率は国公立大学の19.3倍となっている。
受験できなかった志願者は、
1. 歯科医師国家試験を志願するも卒業できず、留年して６年次をもう一度繰り返す場合。(翌年、卒業できた場合には現役での歯科医師国家試験の受験となる)[独自研究?]
2. 卒業はできたが遅れてしまい、歯科医師国家試験の受験に間に合わず、次回の受験(初回の受験)が既卒者としての受験となる場合。[独自研究?]
3. 卒業できず、また前年も留年していたので大学から除籍処分となった場合。（歯科医師国家試験の受験資格を取得できなかった状態で除籍される)[独自研究?]
4. 上記以外の何らかの都合で受験しなかった場合、あるいはできなかった場合。[独自研究?]

のいずれかである。